# Theodor Machens
Theodor Machens (* 11. Oktober 1861 in Hannover; † 17. April 1932 in Münster) war ein deutscher Verwaltungsjurist, der von 1900 bis 1918 als Bürgermeister bzw. Oberbürgermeister von Gelsenkirchen amtierte.

## Leben
Machens stammte aus bäuerlichen Verhältnissen. Sein Vater war preußischer Rentmeister in Papenburg an der Ems. Machens studierte Rechtswissenschaft in Freiburg im Breisgau, Berlin und Göttingen. Während seines Studiums wurde er 1882 Mitglied der schwarzen Verbindung Frisia Göttingen (seit 1913 Burschenschaft Frisia Göttingen). 1890 heiratete er Anna Höveler aus Papenburg. Aus der Ehe gingen vier Kinder hervor.
Von 1894 bis 1900 war Machens Bürgermeister in Duderstadt. Am 12. Januar 1900 wurde er zum Bürgermeister von Gelsenkirchen gewählt und sollte dies für zwei Amtszeiten bleiben. Nach dem Zusammenschluss von sieben Gemeinden zur Großstadt Gelsenkirchen im Jahre 1903 erhielt Machens den Titel „Oberbürgermeister“.
1911 wurde Machens einstimmig als Oberbürgermeister von Gelsenkirchen wiedergewählt. 1918 jedoch schied er auf Druck des Arbeiter- und Soldatenrats aus dem Amt. Daraufhin zog er mit seiner Familie nach Münster, wo er über Jahre an der Westfälischen Wilhelms-Universität dozierte und als Verwaltungsrechtsrat sowie als Rechtsanwalt tätig war.
Nach einer schweren Operation im Jahre 1932 starb Machens im Alter von 70 Jahren.

## Leistungen
In Machens Amtszeit in Gelsenkirchen fiel der Wandel dieser Ruhrgebietsstadt zur Großstadt. Unter Machens wurden viele wichtige Einrichtungen geschaffen wie mehrere Schulen, Parkanlagen, der Flughafen Gelsenkirchen-Rotthausen, das Städtische Hygieneinstitut, der Schlachthof, der Stadthafen und der Gelsenkirchener Abschnitt des Rhein-Herne-Kanals sowie die Neuregelung der innerstädtischen Verkehrsführung.
Der Machensplatz am ehemaligen Standort des Gelsenkirchener Rathauses ist nach Theodor Machens benannt.